# Pierre Daumesnil
Pierre Yriex Daumesnil (1776 - 1832), baron, a fost un general francez ce s-a remarcat în timpul Primului Imperiu. A îndeplinit printre altele funcția de guvernator al fortăreței Vincennes. În 1809, la bătălia de la Wagram a fost rănit la picior, membrul fiindu-i amputat. Proteza de lemn purtată de general i-a adus porecla de „Piciorul de Lemn”.
1. ↑  Pierre Daumesnil, Autoritatea BnF
2. ↑  Pierre Daumesnil, GeneaStar
3. ↑  Pierre Daumesnil, Roglo